# 張秩
張秩（1528年—1574年），字以敬，號鳳林，江西吉安府安福縣人，民籍，明朝政治人物。

## 生平
江西鄉試第四十名舉人。嘉靖四十四年（1565年）中式乙丑科三甲第八名進士。礼部观政，改翰林院庶吉士，隆慶元年（1567年）三月授本院检讨，六年八月升编修，丁忧归。万历二年（1574年）甲戌六月卒。

## 家族
曾祖張敷華，都察院左都御史贈太子少保諡簡肅；祖父張偉，封監察御史；父張鰲山，提學御史。前母歐陽氏（封孺人）；周氏，封太孺人。兄张祉（监生）、弟张程（尚宝司少卿）。